# Australian Open 2006/Herrendoppel-Rollstuhl
Das Herrendoppel (Rollstuhl) der Australian Open 2006 war ein Rollstuhltenniswettbewerb in Melbourne und fand als Wheelchair Classic 8’s at Australian Open vom 27. bis zum 29. Januar statt.
Titelverteidiger waren Robin Ammerlaan und Martin Legner.

## Setzliste
| Nr. | Paarung                         | Erreichte Runde |
| --- | ------------------------------- | --------------- |
| 01. | Robin Ammerlaan Martin Legner   | Sieg            |
| 02. | Michaël Jeremiasz Satoshi Saida | Finale          |

## Ergebnisse
Zeichenerklärung
- Q = Qualifikant
- WC = Wildcard
- LL = Lucky Loser
- ITF = qualifiziert über ITF-Ranking
- ALT = alternate (Ersatz)
- PR = Protected Ranking
- SE = Special Exempt
- r = retired (Aufgabe)
- d = Disqualifikation
- w.o. = walkover
- [ ] = Match-Tie-Break

|  | Halbfinale | Halbfinale                      | Halbfinale | Halbfinale | Halbfinale |  |  | Finale | Finale                          | Finale | Finale | Finale |
|  |            |                                 |            |            |            |  |  |        |                                 |        |        |        |
|  |            |                                 |            |            |            |  |  |        |                                 |        |        |        |
|  | 1          | Robin Ammerlaan Martin Legner   | 6          | 6          |            |  |  |        |                                 |        |        |        |
|  |            | Tadeusz Kruszelnicki Ben Weekes | 1          | 4          |            |  |  |        |                                 |        |        |        |
|  |            |                                 |            |            |            |  |  | 1      | Robin Ammerlaan Martin Legner   | 3      | 6      | 7      |
|  |            |                                 |            |            |            |  |  | 2      | Michaël Jeremiasz Satoshi Saida | 6      | 3      | 65     |
|  |            | Niclas Rodhborn Peter Vikstrom  | 2          | 0          |            |  |  |        |                                 |        |        |        |
|  | 2          | Michaël Jeremiasz Satoshi Saida | 6          | 6          |            |  |  |        |                                 |        |        |        |
|  |            |                                 |            |            |            |  |  |        |                                 |        |        |        |